# 鄧迪 (明尼蘇達州)
鄧迪（英語：Dundee）是一個位於美國明尼蘇達州諾布爾斯縣的城市。

## 人口

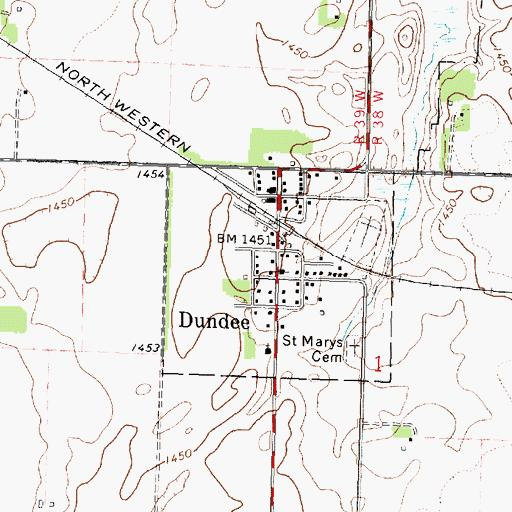
鄧迪的地形圖

根據2020年美國人口普查的數據，鄧迪的面積為0.79平方千米，皆為陸地。當地共有人口73人，而人口密度為每平方千米92人。